# أشباه الأشينيات
أشباه الأشينيات (الاسم العلمي: Entomobryomorpha)، هي واحدة من المجموعات الرئيسية في (رتبة) قافزات الذيل. سبق أن عوملت هذه المجموعة على أنهافصيلة عليا، Entomobryoidea.